# Başören (Kızılcahamam)
Başören è un villaggio nel distretto di Kızılcahamam, provincia di Ankara, Turchia.